# Dragon Quest Monsters: Caravan Heart
 (mars 2020).
Si vous disposez d'ouvrages ou d'articles de référence ou si vous connaissez des sites web de qualité traitant du thème abordé ici, merci de compléter l'article en donnant les références utiles à sa vérifiabilité et en les liant à la section « Notes et références ».
Dragon Quest Monsters: Caravan Heart (ドラゴンクエストモンスターズ キャラバンハート, Doragon Kuesuto Monsutāzu Kyaraban Hāto) est un jeu vidéo développé par TOSE en 2003 sur Game Boy Advance pour l'éditeur japonais Enix.

## Synopsis
Dans ce jeu, nous retrouvons le prince Kiefer, un des héros de Dragon Quest VII, qui quitte son château pour s'extirper de l'emprise de son père. Kiefer rencontre un étrange personnage qui l'envoie dans un autre monde (celui de Dragon Quest II). Une fois dans ce nouveau royaume, Kiefer rencontre un groupe d'aventurier et un slime qui deviendront ses compagnons de route. Kiefer doit capturer le plus de monstres possibles et en faire de véritables machines de guerre.

## Fiche technique
- Character Design : Akira Toriyama

## Personnages
- Kiefer